# Wahlkreis Hamilton and Clyde Valley
Der Wahlkreis Hamilton and Clyde Valley ist ein Wahlkreis (englisch constituency) für die Wahl eines Abgeordneten des britischen Unterhauses (House of Commons).

## Ergebnisse

### Parlamentswahl 2024
| Kandidaten           | Kandidaten        | Parteien                | Stimmen | %    |
| -------------------- | ----------------- | ----------------------- | ------- | ---- |
|                      | Imogen Walker     | Labour Party            | 21.020  | 49,9 |
|                      | Ross Clark        | Scottish National Party | 11.548  | 27,4 |
|                      | Richard Nelson    | Conservative Party      | 4.589   | 10,9 |
|                      | Lisa Judge        | Reform UK               | 3.299   | 7,8  |
|                      | Kyle Burns        | Liberal Democrats       | 1.511   | 3,6  |
|                      | Christopher Ho    | UK Independence Party   | 117     | 0,3  |
| Gesamt               | Gesamt            | Gesamt                  | 42.084  | 100  |
|                      |                   |                         |         |      |
| Ungültige Stimmen    | Ungültige Stimmen | Ungültige Stimmen       | 183     | 0,4  |
| Wähler               | Wähler            | Wähler                  | 42.267  | 56,0 |
| Wahlberechtigte      | Wahlberechtigte   | Wahlberechtigte         | 75.480  |      |
|                      |                   |                         |         |      |
| Quelle: UK Parlament |                   |                         |         |      |